# Emballonura raffrayana
Emballonura raffrayana (Dobson, 1878) è un pipistrello della famiglia degli Emballonuridi diffuso nell'Ecozona australasiana.

## Descrizione

### Dimensioni
Pipistrello di piccole dimensioni, con la lunghezza della testa e del corpo tra 37,5 e 58 mm, la lunghezza dell'avambraccio tra 38,7 e 47,2 mm, la lunghezza della coda tra 10,5 e 14 mm, la lunghezza del piede tra 5 e 9 mm, la lunghezza delle orecchie tra 11 e 17 mm e un peso fino a 10,2 g.

### Aspetto
La pelliccia è moderatamente lunga ed arruffata. Le parti dorsali sono bruno-rossastre o marroni scure con la base dei peli bianca, mentre le parti ventrali sono bianche con la base dei peli bruno-grigiastra chiara. Il muso è appuntito, con il labbro superiore che si estende leggermente oltre quello inferiore, le narici sono ravvicinate e si aprono frontalmente, separate da un profondo solco che si estende in su fino agli occhi, i quali sono relativamente grandi. Le orecchie sono corte, separate tra loro, triangolari, rivolte posteriormente e con una concavità sul bordo esterno appena sotto l'estremità arrotondata. Il trago è squadrato con l'estremità leggermente curvata in avanti. Le membrane alari sono bruno-nerastre. La coda è lunga e fuoriesce dall'uropatagio a circa metà della sua lunghezza. Il calcar è lungo.

## Biologia

### Comportamento
Si rifugia in gruppi misti tra femmine, maschi e loro piccoli di 10-30 di individui all'interno di grotte. Si aggrappa alle pareti verticali nelle zone di penombra.

### Alimentazione
Si nutre di insetti.

### Riproduzione
Piccoli ancora non svezzati sono stati osservati nel mese di maggio sull'isola della Nuova Irlanda.

## Distribuzione e habitat
Questa specie è diffusa in Nuova Guinea, Isole Molucche e nelle Isole Salomone.
Vive nelle foreste fino a 1.600 metri di altitudine.

## Tassonomia
Sono state riconosciute 3 sottospecie:
- E.r.raffrayana: Nuova Guinea, Numfor, Yapen, Biak-Supiori;
- E.r.cor (Thomas, 1915): Nuova Irlanda, Tabar, Lihir; Isole Salomone: Bougainville, Buka, Choiseul, Guadalcanal, Malaita, Nuova Georgia, Santa Isabel.
- E.r.stresemanni (Thomas, 1914): Halmahera, Ambon, Gebe e Seram.

## Conservazione
La IUCN Red List, considerato il vasto areale,  la popolazione presumibilmente numerosa e la mancanza di minacce rilevanti, classifica E.raffrayana come specie a rischio minimo (Least Concern)).